# Ebbe Skovdahl
Ebbe Skovdahl (født 5. juli 1945, død 23. oktober 2020) var en dansk fodboldtræner. Han var også morbror til Brian og Michael Laudrup.

## Spillerkarriere
Fra barnsben var han aktiv fodboldspiller i Vanløse IF. I 1973 skiftede han dog klub til Brøndby IF, der lå i den daværende Danmarksserie for at støde til sin svoger Finn Laudrup, der netop var tiltrådt som spillende træner. Han nåede 89 kampe for klubben og afsluttede sin aktive karriere som anfører for holdet.

## Trænerkarriere
Første gang, han gjorde sig bemærket som træner, var, da han i 1982 rykkede Brønshøj Boldklub op i 1. division, der dengang var landets bedste række. I 1986 blev han for første gang træner i Brøndby IF, men allerede i juli 1987 forlod han klubben for at blive træner i den portugisiske storklub Benfica fra Lissabon. Han blev dog fyret efter et halvt år på trods af gode resultater.
Han vendte efterfølgende tilbage til Brøndby, men skiftede allerede i 1990 til Vejle Boldklub. I Vejle fik Skovdahl ansvaret for tidens nok mest stjernebesatte danske hold, der alene i angrebet talte navne som Preben Elkjær, Mark Strudal og Steen Thychosen. Det startede i fryd og gammen, da Skovdahl med ordene, " der dufter så dejligt af fodbold i Vejle", satte sig til rette i trænersædet i Nørreskoven. Men Skovdahl kunne ikke få de mange klassespillere til at fungere sammen. Eventyret endte med at Skovdahl blev fyret og Vejle Boldklub rykkede ned i 1. division samme år som klubben fejrede sit 100 års jubilæum.
Efter Morten Olsen blev fyret i Brøndby i 1992 blev Skovdahl hentet tilbage til Brøndby, hvor han blev træner for tredje gang. Det var han helt frem til 1999, hvor han søgte nye udfordringer i Aberdeen FC. I Skotland opnåede han nærmest kultstatus, fordi det lykkedes ham at redde klubben fra nedrykning. Aberdeen kom dog aldrig for alvor til at blande sig i ligaens top, og i 2003 valgte han at sige stop. 
Han vendte dernæst tilbage til Danmark og overtog i oktober trænersædet i Frem efter Ole Mørch. Her fortsatte han indtil december 2005, hvor han forlod klubben på grund af uoverensstemmelse omkring målsætningen.
I løbet af sin trænerkarriere lykkedes det Skovdahl at blive dansk mester med Brøndby IF 4 gange.